# هزارپا (فیلم)
هزارپا، فیلمی ایرانی در ژانر کمدی به کارگردانی ابوالحسن داوودی، تهیه‌کنندگی رضا رخشان و نویسندگی امیر برادران، پیمان جزینی و مصطفی زندی است که در سال ۱۳۹۷ منتشر شد و با ۳۸ میلیارد فروش، پرفروش‌ترین فیلم سینمای ایران در سال ۱۳۹۷ شد. همچنین هزارپا پربیننده‌ترین فیلم دهه ۹۰ سینمای ایران با ۴٬۲۱۸٬۷۹۳ مخاطب است.

## خلاصه داستان
رضا نیازی (رضا عطاران) و دوستش منصور (جواد عزتی) کیف‌قاپ هستند. رضا نیازی از طریق مادر منصور متوجه می‌شود که الهام (سارا بهرامی) دختر صاحب کارش که فردی پولدار است، نذر کرده که با یک جانباز ازدواج کند. به‌همین دلیل رضا که در تصادف پای خود را از دست داده تصمیم می‌گیرد خود را به دختر نزدیک کند تا بتواند با وی ازدواج کند. رضا وارد آسایشگاه جانبازان می‌شود که دختر مدیر آنجاست. رضا با گفتن دروغ‌های مختلف سعی می‌کند که دختر به او علاقه‌مند شود و…

## اکران و فروش
هزارپا در ۱۳ تیر ۱۳۹۷ در سینماهای ایران اکران شد. هزارپا از هفته سوم اکران خود (۲۹ تیر ۱۳۹۷) به‌علت تفاوت نسخه در حال اکران با نسخه نمایش‌داده‌شده به سازمان سینمایی و سمعی، بصری مجبور به تغییر در DCP (حدود ۱ دقیقه کاهش زمانی) شد.
این فیلم در پنجمین هفتهٔ اکرانش توانست عنوان پرفروش‌ترین فیلم تاریخ سینمای ایران را در آن مقطع به دست آورد. فروش این فیلم در کمتر از دو ماه از ۳۰ میلیارد تومان گذشت و نخستین فیلم ۳۰ میلیاردی سینمای ایران لقب گرفت. همچنین در ۴۵ روز نخست اکران با شکستن رکورد شهر موشها ۲ به پرمخاطب‌ترین فیلم دهٔه ۹۰ با بیش از ۴ میلیون تماشاگر تبدیل شد.

## سینمای خانگی
فیلم هزارپا در دو قسمت حدوداً ۹۰ دقیقه‌ای (قسمت اول در تاریخ ۱۴ اسفند و قسمت دوم آن در ۲۲ اسفند ۹۷) در شبکه نمایش خانگی منتشر شد که این مورد با اعتراض مردمی و حواشی همراه بود. منتقدان عقیده داشتند این کار نامتعارف است و اطلاع‌رسانی کافی هم به خریداران صورت نگرفته‌بود. در نهایت شرکت پخش‌کننده فیلم، علت این کار را افزایش زمان فیلم از ۱۲۲ دقیقه به ۱۹۷ دقیقه و افزودن پشت صحنه‌های فیلم اعلام کرد.

## بازیگران
| بازیگر           | نقش                    |
| ---------------- | ---------------------- |
| رضا عطاران       | رضا نیازی (رضا هزارپا) |
| جواد عزتی        | منصور                  |
| سارا بهرامی      | الهام عباسی            |
| مهران احمدی      | دایی کامران            |
| سعید امیرسلیمانی | حسن                    |
| مازیار لرستانی   | شیرین                  |
| امید روحانی      | پدر الهام              |
| نعیمه نظام‌دوست   | خانم کمالی             |
| سپند امیرسلیمانی | امید عباسی             |
| لاله اسکندری     | منیژه                  |
| سینا رازانی      | کامبیز شربتی           |
| امیرمهدی ژوله    | کریم                   |
| محمد نادری       | حمید                   |
| سیدحسین متولیان  | کرامت (جانباز شیمیایی) |
| سیدعلی صالحی     | سعید                   |
| علی عامل‌هاشمی    | مجید                   |
| حسین سلیمانی     | ناصر (جانباز نابینا)   |
| بهرام ابراهیمی   | رئیس باند              |
| حمیدرضا فلاحی    | خفت گیر                |
| ارشا اقدسی       | عضو باند               |
| شهین تسلیمی      | محبوبه                 |
| علی یعقوبی       | جانباز                 |
| مسعود کرمانی     | نوچه                   |
| مرتضی زارع       | حاج آقا زندی           |
| علی بابلی        | عضو گروه مجاهدین       |
| سیدحسن حسینیان   | نگهبان                 |